# إسفغنون شوفالييري
إسفغنون شوفالييري (الاسم العلمي:Sphagnum chevalieri) هو نوع من النباتات يتبع جنس الإسفغنون من الفصيلة الإسفغنونية.